# Manush Myftiu
Manush Myftiu (* 16. Januar 1919 in Vlora; † 20. Oktober 1997) war ein albanischer Politiker der Partei der Arbeit Albaniens (PPSh).

## Leben
Myftiu besuchte Schulen in Vlora und Rom. Danach nahm er ein Medizinstudium in Turin auf. 1941 trat er der frisch gegründeten Kommunistischen Partei bei und gehörte dem Führungsgremium der Zelle in Vlora an. Er war während des Zweiten Weltkriegs auch als Partisan im Widerstand gegen die Besatzungsmächte aktiv.
Er gehörte dem aus 118 Personen bestehenden Antifaschistischen Rat der nationalen Befreiung an, der im Mai 1944 vom Kongress von Përmet als Übergangsparlament gewählt wurde und den Kommunisten zur Machtübernahme verhalf. Nach der Gründung der Volksrepublik Albanien am 11. Januar 1946 wurde er Abgeordneter der Volksversammlung (Kuvendi Popullor) und gehörte dieser von der ersten bis zum Ende der elften Legislaturperiode 1991 an. Damit gehört er zu den Parlamentariern Albaniens mit der längsten Amtszeit. Während dieser Zeit war er von 1947 bis 1949 auch Vorsitzender der Volksversammlung und damit Parlamentspräsident.
1949 war Myftiu stellvertretender Außenminister, danach Minister ohne Portfolio. Am 5. Juli 1950 erfolgte seine Berufung zum Vorsitzenden der Staatlichen Kontrollkommission und somit zum Mitglied der Regierung von Ministerpräsident Enver Hoxha. Im Rahmen einer Regierungsumbildung war er vom 1. Januar 1951 bis zum 1. Januar 1952 nicht nur Stellvertretender Vorsitzender des Ministerrates, sondern auch Justizminister.
1952 wurde er zunächst Sekretär des Zentralkomitees (ZK) der PPSh und auf deren 2. Parteitag im April 1952 zum Kandidaten des Politbüros gewählt. Am 12. Juli 1954 schied er als ZK-Sekretär aus und wurde wieder Vize-Ministerpräsident.
Auf dem 3. Parteitag im Juni 1956 fand seine Wahl zum Mitglied des Politbüros der PPSh statt. Diesem gehörte er 34 Jahre lang bis Juli 1990 an und gehörte damit zu den am längsten amtierenden Mitgliedern dieses höchsten Führungsgremiums der Partei.
Kurz darauf wurde er am 4. Juni 1956 zum Gesundheitsminister in die Regierung von Ministerpräsident Mehmet Shehu ernannt. Nach einer Kabinettsumbildung erfolgte am 22. Juni 1958 seine Ernennung zum Vize-Ministerpräsidenten sowie als Nachfolger von Ramiz Alia zum Minister für Bildung und Kultur. Diese Funktionen hatte er bis zum 1. Januar 1965 inne.
1963 hielt er sich zur Behandlung einer Erkrankung in Paris auf.
Am 1. Oktober 1976 wurde Myftiu abermals Vize-Ministerpräsident in der Regierung Shehu und übernahm diese Funktion auch in den anschließenden Kabinett von Ministerpräsident Adil Çarçani bis zum 9. Juli 1990. In dieser Position führte er im August 1984 auch Gespräche mit dem damaligen bayerischen Ministerpräsidenten Franz Josef Strauß bei dessen Besuch in Albanien.
Zuletzt war er zusätzlich vom 2. Februar 1989 bis zum 9. Juli 1990 abermals Vorsitzender der Staatlichen Kontrollkommission.
Nach dem Zusammenbruch des Kommunismus wurde er im September 1991 verhaftet. Mit der Witwe Hoxhas, Nexhmije Hoxha, die im Dezember 1991 verhaftet wurde, gehörte er damit zu den ersten kommunistischen Führungspersönlichkeiten, gegen die ein juristisches Verfahren angestrebt wurde. Dabei wurden ihm neben Verbrechen gegen die Menschen- und Bürgerrechte auch Korruption vorgeworfen. Später wurde er wegen seines Alters und seines Gesundheitszustandes zu einer Freiheitsstrafe von lediglich fünf Jahren sowie zur Rückzahlung unrechtmäßig erworbenen Vermögens verurteilt.
1996 wurde er zusammen mit Haxhi Lleshi, dem früheren Präsidenten des Obersten Gerichts Aranit Çela, dem ehemaligen Generalstaatsanwalt Rapi Mino sowie Zylyftar Ramizi, ein früherer Vize-Innenminister, erneut angeklagt. Dabei ging es um die Beteiligung an Verbrechen gegen die Menschlichkeit durch die Zentrale Ausweisungs- und Abschiebungskommission, deren Vorsitzender Myftiu war und dem die Mitangeklagten angehörten. Die durch ein Gericht verhängte Todesstrafe wurde durch das Oberste Gericht in einer Entscheidung vom 24. Juni 1996 wie folgt gemildert: Ramizi erhielt eine lebenslange Freiheitsstrafe, Cela 25 Jahre und Mina fünf Jahre Freiheitsstrafe, während Lleshi und Myftiu aufgrund ihres Alters und Gesundheitszustandes gegen Zahlung einer Kaution aus der Haft entlassen wurden. Hiergegen gab es kurz darauf Proteste des Nationalforums der Intellektuellen.
Die Schwester seiner Ehefrau war mit dem Politbüro-Kandidaten Pilo Peristeri verheiratet.